# Niedermoschel
Niedermoschel is een plaats in de Duitse deelstaat Rijnland-Palts, en maakt deel uit van de Donnersbergkreis.
Niedermoschel telt 488 inwoners.

## Geschiedenis
Niedermoschel werd in 1362 voor het eerst in een officieel document genoemd. Negen jaar daarvoor werd het genoemd in een kerkelijk document als een dorp bij Alsenz. Het behoorde tot de dood van Friedrich III van Veldenz in 1444 tot het graafschap Veldenz. Daarna behoorde het tot Palts-Zweibrücken. Na de Franse Revolutie werd Niedermoschel onderdeel van het departement Mont-Tonnerre. In 1816 werd het Beiers. Sinds de Tweede Wereldoorlog hoort Niedermoschel bij Rijnland-Palts.

## Bijzonderheden
In het dorpshuis is een mijnbouwmuseum gevestigd. In de buurt van Niedermoschel is de ruïne van de in 1180 gebouwde burcht Löwenstein te vinden. Deze werd in de Negenjarige Oorlog verwoest.

## Bestuur
De plaats is een Ortsgemeinde en maakt deel uit van de Verbandsgemeinde Alsenz-Obermoschel.
Albisheim ·
Alsenz ·
Bayerfeld-Steckweiler ·
Bennhausen ·
Biedesheim ·
Bischheim ·
Bisterschied ·
Bolanden ·
Börrstadt ·
Breunigweiler ·
Bubenheim ·
Dannenfels ·
Dielkirchen ·
Dörrmoschel ·
Dreisen ·
Einselthum ·
Eisenberg ·
Falkenstein ·
Finkenbach-Gersweiler ·
Gauersheim ·
Gaugrehweiler ·
Gehrweiler ·
Gerbach ·
Göllheim ·
Gonbach ·
Gundersweiler ·
Höringen ·
Ilbesheim ·
Immesheim ·
Imsbach ·
Imsweiler ·
Jakobsweiler ·
Kalkofen ·
Katzenbach ·
Kerzenheim ·
Kirchheimbolanden ·
Kriegsfeld ·
Lautersheim ·
Lohnsfeld ·
Mannweiler-Cölln ·
Marnheim ·
Morschheim ·
Mörsfeld ·
Münchweiler an der Alsenz ·
Münsterappel ·
Niederhausen an der Appel ·
Niedermoschel ·
Oberhausen an der Appel ·
Obermoschel ·
Oberndorf ·
Oberwiesen ·
Orbis ·
Ottersheim ·
Ramsen ·
Ransweiler ·
Rathskirchen ·
Reichsthal ·
Rittersheim ·
Rockenhausen ·
Ruppertsecken ·
Rüssingen ·
Sankt Alban ·
Schiersfeld ·
Schönborn ·
Schweisweiler ·
Seelen ·
Sippersfeld ·
Sitters ·
Stahlberg ·
Standenbühl ·
Steinbach am Donnersberg ·
Stetten ·
Teschenmoschel ·
Unkenbach ·
Waldgrehweiler ·
Wartenberg-Rohrbach ·
Weitersweiler ·
Winnweiler ·
Winterborn ·
Würzweiler ·
Zellertal